# Souk Sidi Boumendil

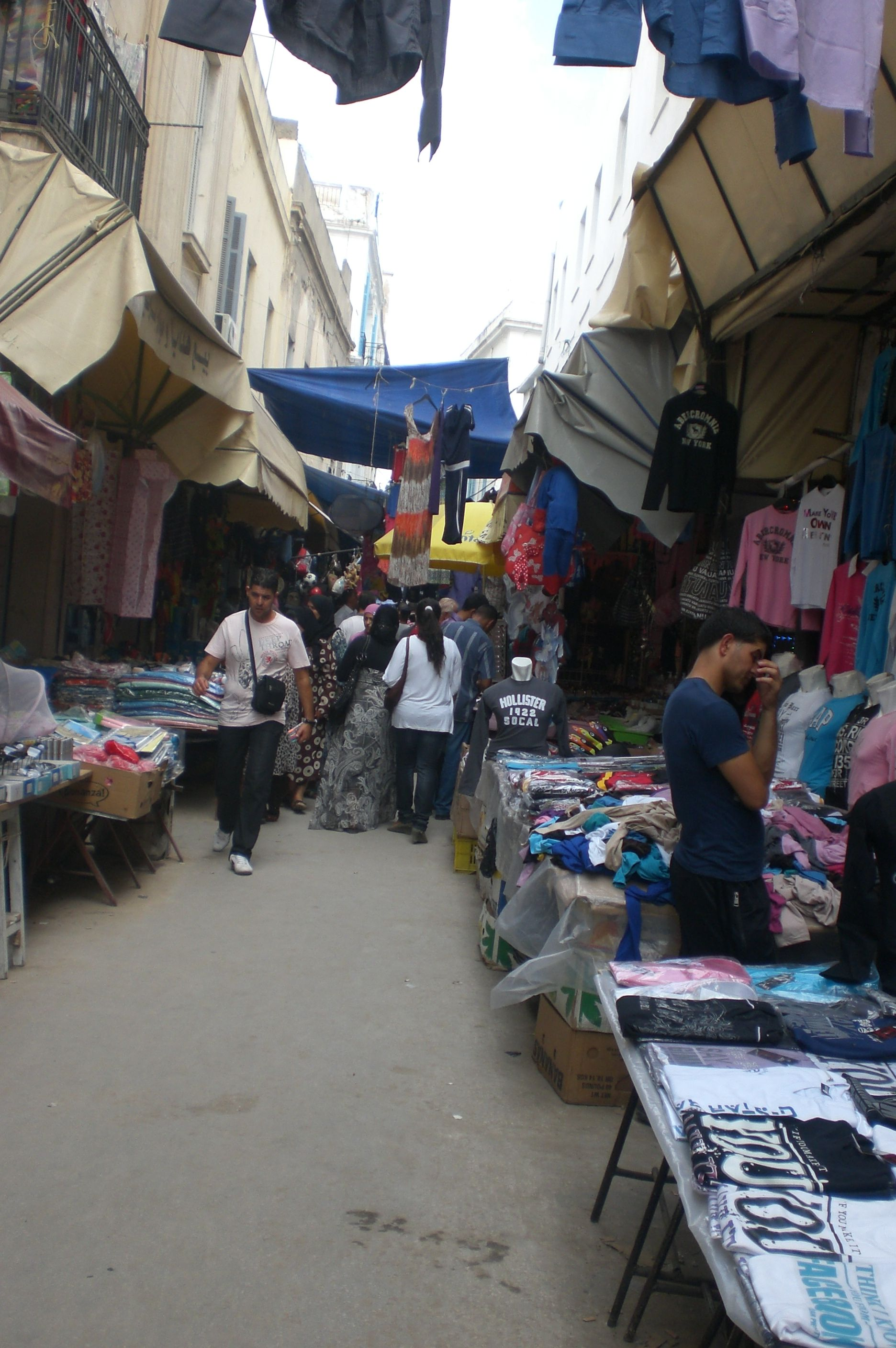
Vue du souk Sidi Boumendil

Le souk Sidi Boumendil (arabe : سوق سيدي بومنديل) est l'un des souks populaires de Tunis. On y trouve la mosquée Sidi Boumendil.

## Emplacement
Il est situé à l'entrée orientale de la médina de Tunis, dans une rue portant le même nom et parallèle à la rue El Jazira. Il s'étend depuis la place de Sidi El Béchir jusqu'à la rue d'Espagne et la rue de la Commission.

## Produits
Il est spécialisé dans la vente de produits importés de Chine et d'Asie de l'Est via la Libye ; ces marchandises se caractérisent par leur basse qualité et leur prix réduit.

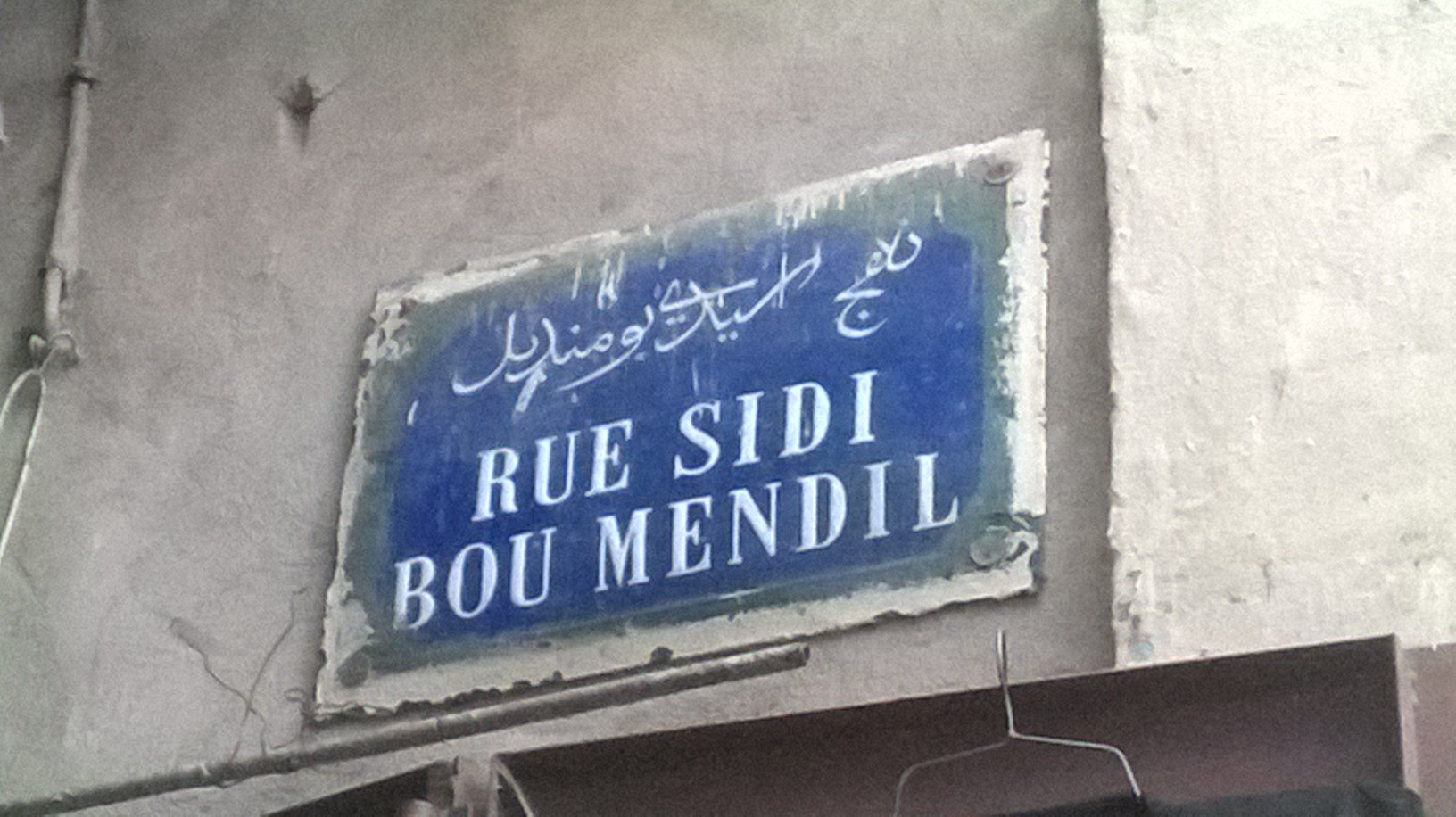
Plaque métallique indiquant la rue Sidi Bou Mendil, siège du souk
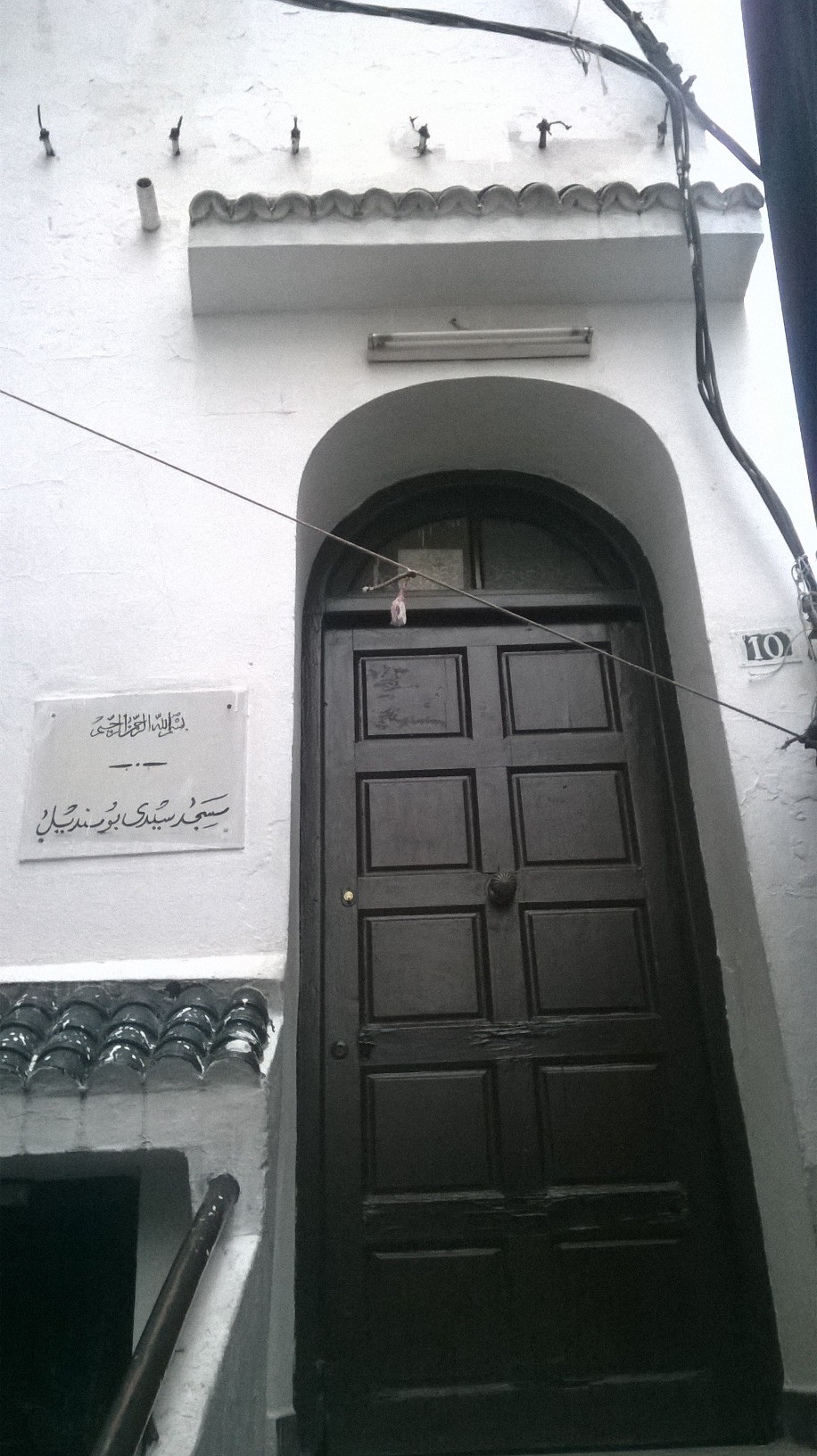
Façade de la mosquée Sidi Bou Mendil
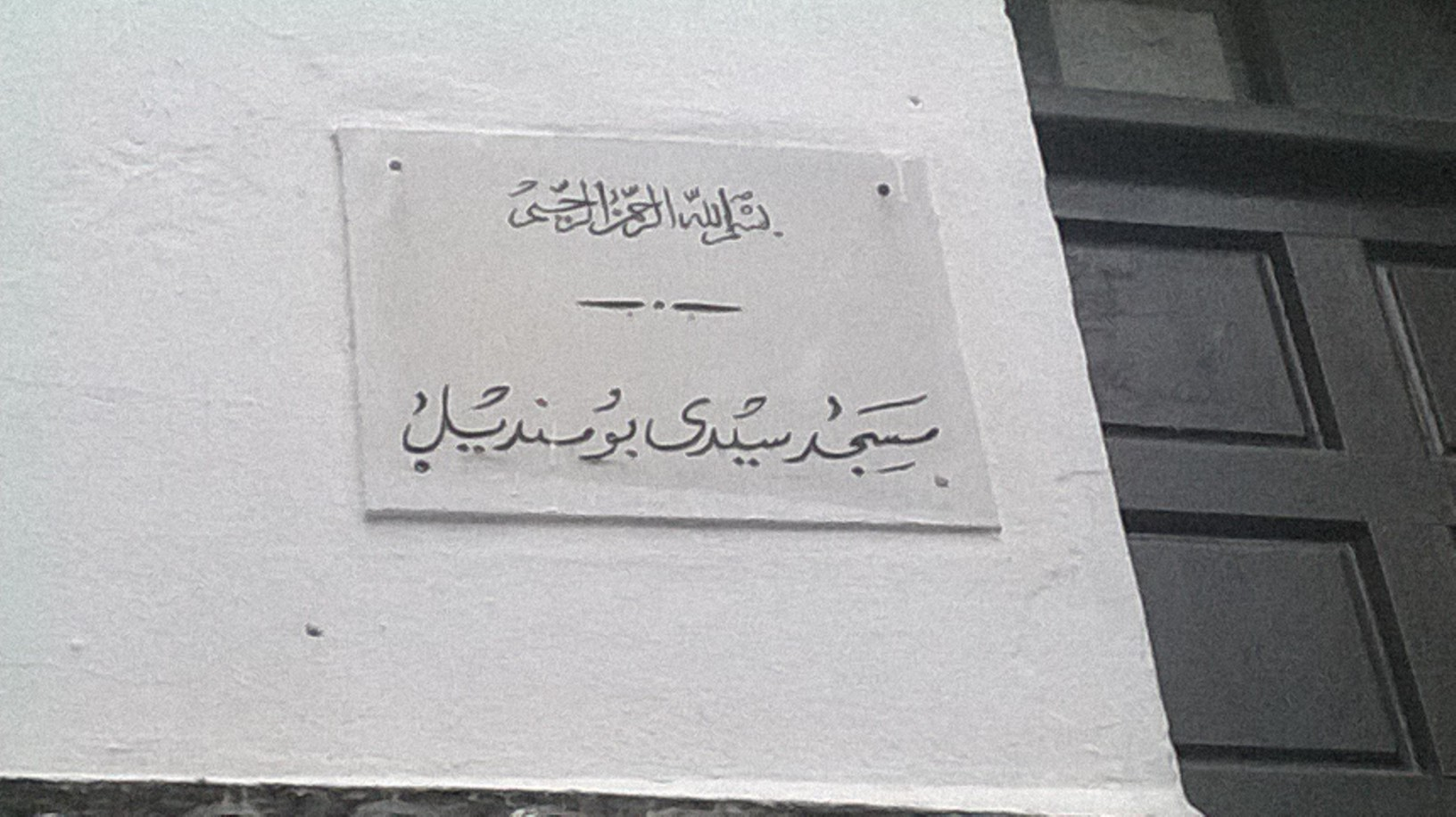
Plaque en marbre indiquant la mosquée